# Orestes (Eurípides)
Orestes (Ορέστης / Orestēs) és el títol d'una tragèdia d'Eurípides datada l'any 408 a. C. La trama està molt relacionada amb les tragèdies Electra, Ifigenia entre els taures i Ifigenia a Àulida.

## Personatges
- Electra: germana d'Orestes.
- Hèlena: muller de Menelau i germana de Clitemnestra.
- Orestes: fill d'Agamèmnon i Clitemnestra, a qui va matar per a venjar l'assassinat de son pare.
- Menelau: rei d'Esparta i germà d'Agamèmnon.
- Tindàreu: pare de Clitemnestra.[a]
- Pílades: príncep de la Fòcida, cosí patern i amic íntim d'Orestes, que s'ha criat amb ell.
- Un missatger.
- Hermíone: filla d'Hèlena i Menelau.
- Un esclau frigi.
- Apol·lo.
- Cor de dones d'Argos.

## Argument

### Context
Després d'haver occit Clitemnestra, sa mare, Orestes és a Argos i, com que l'empaiten les erínies, es fa malalt i sa germana Electra té cura d'ell.
Al judici, els habitants d'Argos estan a punt d'emetre llurs vots. Electra encara conserva l'esperança que intercedeixi per a salvar-los Menelau, oncle seu.

### Arribada de Menelau i Hèlena
Menelau, abans d'entrar a la ciutat, ha enviat davant, de nit, la seva muller, Hèlena, per a evitar que sigui agredida per algun argiu que hagués perdut un familiar a la guerra de Troia.
Hèlena es dol de la mort de la seva germana, però no culpa Electra ni Orestes, perquè sap que la matança ha estat instigada pel déu Apol·lo. Hèlena envia la seva filla Hermíone a la tomba de Clitemnestra perquè ofereixi libacions.
Orestes es desperta i, després d'un moment de lucidesa, enfolleix i creu que la seva germana Electra és una de les erínies. Després es recupera. Arriba, llavors, Menelau, a qui Orestes suplica ajuda contra l'odi que li tenen alguns habitants d'Argos.

### Conversa entre Tindàreu i Orestes
Apareix l'ancià Tindàreu, qui retreu a Orestes haver mort Clitemnestra, car, encara que era culpable d'haver assassinat Agamèmnon, mereixia un judici; però no pas la mort a mans del seu propi fill.
Orestes replica que sa mare, a més d'haver occit Agamèmnon, tenia Egist com a amant, acusa Tindàreu de tenir part de la culpa per haver engendrat Clitemnestra i afegeix que, si no hagués venjat el seu pare, també seria igualment assetjat per les erínies, per haver faltat a aquesta venjança, i que va dur a terme la matança per al d'obeir el déu Apol·lo.
Tindàreu es mostra inflexible: pretén intervenir per a afavorir la condemna a mort d'Orestes i d'Electra, i insta Menelau perquè eviti ajudar Orestes.

### Dubtes de Menelau
Orestes recorda al seu oncle Menelau els deutes de gratitud que ha de tenir amb la família i particularment amb Agamèmnon, qui va comandar les tropes de l'expedició de càstig a Troia pel rapte d'Hèlena i va permetre el sacrifici de la seva pròpia filla Ifigenia per a afavorir la partida de les naus.
Menelau indica al seu nebot que no té el poder suficient per a aplacar per la força els ciutadans d'Argos, però assenyala que provarà de convèncer-los mitjançant el diàleg. L'actitud del seu oncle decep Orestes.

### Pílades
Arriba Pílades, s'assabenta de la situació desesperada del seu amic i li conta que ell ha caigut també en desgràcia: ha estat foragitat de la seva casa pel seu pare, Estrofi, per haver ajudat Orestes en la matança. Pílades convenç Orestes que ha de adreçar-se als ciutadans d'Argos i convèncer-los que aquest matricidi va ser un acte de justícia.

### Assemblea
Un missatger relata a Electra la trobada que han tingut Orestes i Pílades amb els argius:
En el debat sobre si Orestes ha de morir o no, ha intervingut primer l'herald Taltibi, qui ha elogiat Agamèmnon, però no ha exculpat Orestes. A continuació, el rei Diomedes s'ha mostrat partidari que Orestes i la seva germana siguin exiliats. Un altre argiu, manipulat per Tindàreu, ha demanat la condemna a mort dels dos germans. Un altre, en canvi, ha proposat que se li posi una corona a Orestes i que hom li lloï per venjar la mort del son pare.
Orestes ha provat debades de convèncer als argius que la matança va ser un acte de justícia. Electra i ell han estat condemnats a mort, i Pílades vol morir amb ells.

### Complot contra Hèlena i Hermíone
Per a venjar-se de les seves desgràcies i del nul suport que els ha prestat Menelau, Pílades i Orestes decideixen de matar Hèlena. Electra creu que si agafen Hermíone com a ostatge, tots tres podran salvar-se.
Un esclau frigi narra els successos posteriors:
Orestes i Pílades es disposaven a matar Hèlena després de tancar-li els esclaus, però ells han pogut sortir i han corregut a ajudar-la. Després de posar-los en fugida, els dos cosins han pres Hermíone com a ostatge, però Hèlena se n'havia escapat.
Orestes i Pílades es disposen a cremar el palau.
Quan es presenta Menelau, Orestes l'amenaça de matar Hermíone si no convenç als argius perquè anul·lin la condemna a mort.
En aquest moment apareix Apol·lo portant amb si a Hèlena, a la qual ha salvat per ordre de Zeus i a qui ha de conduir al costat dels immortals déus. Diu a Menelau que ha de prendre una altra esposa; a Pílades, que ha de casar-se amb Electra, i a Orestes, que ha d'exiliar-se de la seva terra, ser jutjat a l'Areòpag d'Atenes i casar-se amb Hermíone. A més, profetitza que serà absolt i que governarà Argos.